# Coupe de Belgique féminine de football 2009-2010
Navigation
Édition précédente Édition suivante
La Coupe de Belgique de football féminin 2009-2010 est la 34e édition de la compétition. La finale se joue le 15 mai 2010. Elle oppose Sinaai Girls, (4e finale), au RSC Anderlecht, (14e finale). Sinaai Girls remporte sa 2e Coupe consécutive.

## Calendrier de la compétition
|                                            | Seizièmes de finale | 11 novembre 2009             |
|                                            | Huitièmes de finale | 8 mars 2010                  |
|                                            | Quarts de finale    | 17 avril 2010                |
|                                            | Demi-finales        | 21 avril 2010, 28 avril 2010 |
| (les rencontres se jouent en aller-retour) |                     |                              |
|                                            | Finale              | 15 mai 2010                  |

## Seizièmes de finale
Les seizièmes de finale se sont joués le mercredi 11 novembre 2009. Les matchs se jouent en une manche.

## Huitièmes de finale
Les huitièmes de finale se sont joués le mercredi 17 mars 2010, à l'exception du match Eva's Kumtich - KFC Lentezon Beerse qui a eu lieu la veille, le 16 mars 2010. Les matchs se jouent en une manche.
| Équipe 1                    | Score           | Équipe 2            |
| Eva's Kumtich               | 8 - 0           | KFC Lentezon Beerse |
| Standard Fémina de Liège    | 0 - 1           | Sinaai Girls        |
| Standard Fémina de Liège II | 1 - 1 (4-0 tab) | K Saint-Trond VV    |
| Cercle Melle                | 2 - 1           | Lommel United WS    |
| K Vlimmeren Sport           | 2 - 0           | Dames Zultse VV     |
| DV Lanaken                  | 0 - 2           | Club Bruges KV      |
| Oud-Heverlee Louvain        | 1 - 1 (1-4 tab) | DV Famkes Merkem    |
| RUS Beloeil                 | 0 - 5           | RSC Anderlecht      |

## Quarts de finale
Les quarts de finale se jouent en une manche. Les rencontres se jouent le samedi 3 avril 2010.
| Équipe 1                   | Score | Équipe 2          |
| Club Bruges KV             | 2 - 1 | Cercle Melle      |
| DVC Eva's Tirlemont        | 3 - 3 | Sinaai Girls      |
| Standard Fémina de Liège B | 0 - 0 | K.Vlimmeren Sport |
| DV Famkes Merkem           | 1 - 6 | RSC Anderlecht    |

## Demi-finales
À ce niveau, les matchs se jouent en aller-retour. Les demi-finales se jouent le mercredi 21 avril 2010 pour les matchs aller, le mercredi 28 avril 2010 pour les matchs retour.
| Équipe 1                   | Score | Équipe 2       | Aller | Retour |
| Standard Fémina de Liège B | 4 - 6 | Sinaai Girls   | 2 - 5 | 2 - 1  |
| RSC Anderlecht             | 8 - 0 | Club Bruges KV | 3 - 0 | 5 - 0  |

## Finale
| Équipes            | Sinaai Girls-RSC Anderlecht |
| Score              | 1 - 1 (tab 4-3)             |
| Date               | 15 mai 2010                 |
| Stade              |                             |
| Arbitre            |                             |
| Assistants-arbitre |                             |
| Sinaai Girls       |                             |
| RSC Anderlecht     |                             |
| Buts               |                             |
| Cartes jaunes      |                             |